# Phil Edwards (Leichtathlet)

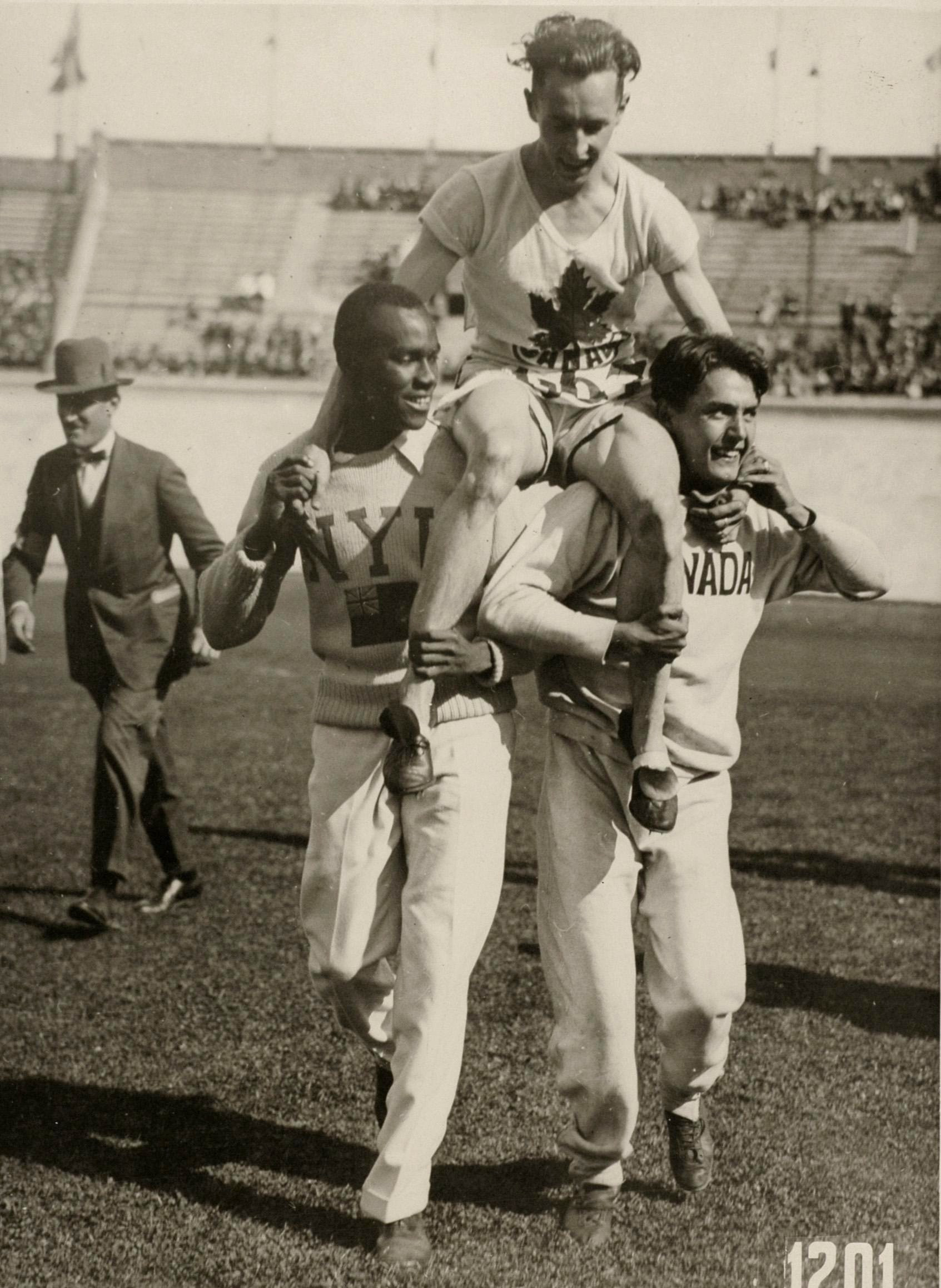
Edwards (links) und Percy Williams (Mitte)

Phil Edwards (eigentlich: Philip Aaron Edwards; * 13. September 1907 in Georgetown, Guyana; † 6. September 1971 in Montréal, Québec) war ein kanadischer Leichtathlet, der in den späten 1920er und frühen 1930er Jahren als Läufer über 400, 800 und 1500 Meter erfolgreich war. Der 1,76 m große und 64 kg schwere Mulatte startete für die McGill University. Er nahm an drei Olympischen Spielen teil und gewann insgesamt fünf Bronzemedaillen.
Phil Edwards wanderte zunächst in die Vereinigten Staaten aus und immatrikulierte sich 1926 an der Universität New York. Obwohl er mehrere Hochschulrekorde aufstellte, wurde er nicht in die US-amerikanische Olympiamannschaft aufgenommen. Daraufhin erhielt er von Melville Robinson, dem Begründer der British Empire Games und Manager des kanadischen Olympiateams, eine Einladung zum Start für Kanada. Er siedelte nach Kanada über und wurde Student der McGill University, wo er von 1931 bis 1936 als Chef des Leichtathletikteams fungierte. Bei den British Empire Games trat er jedoch für sein Heimatland Guyana an.
Nach Beendigung seiner sportlichen Karriere machte Phil Edwards sich als Facharzt für Tropenkrankheiten einen Namen.

## Erfolge

### 400 Meter
Über diese Strecke startete Phil Edwards bei den Olympischen Spielen 1928 in Amsterdam. Er kam bis ins Halbfinale, wo er in 50,2 s Sechster und Letzter wurde, nachdem er das Viertelfinale noch mit 49,2 s gewonnen hatte. Mit dieser Zeit wäre er im Halbfinale jedoch ebenfalls ausgeschieden und im Finale auf den letzten Platz gekommen.
Auch 1930 bei den Empire Games in Hamilton hatte er über die Viertelmeile (440 yds) kein Glück. Er schied bereits im Vorlauf aus.

### 800 Meter
Weitaus besser lief es für Edwards über die Mittelstrecke. Bei den Olympischen Spielen 1928 in Amsterdam erzielte er im Halbfinale 1:52,8 min, eine Zeit, mit der er im Finale auf Platz zwei gekommen wäre. Dort musste er sich jedoch in 1:54,0 min mit dem vierten Platz hinter dem Deutschen Hermann Engelhard (Bronze in 1:53,8 min) begnügen.
Vier Jahre später bei den Olympischen Spielen in Los Angeles steigerte er sich auf 1:51,5 min und kam damit hinter dem Briten Tommy Hampson (Gold in der Weltrekordzeit von 1:49,7 min) und seinem Landsmann Alex Wilson (Silber in 1:49,9 min) auf Platz drei.
Noch einmal vier Jahre später bei den Spielen 1936 in Berlin war er zum dritten Mal in einem 800-Meter-Finale vertreten. In 1:53,6 min reichte er zwar an die Zeit von Los Angeles nicht heran, kam jedoch erneut auf Platz drei hinter John Woodruff aus den USA (Gold in 1:52,9 min) und dem Italiener Mario Lanzi (Silber in 1:53,3 min).
Auch bei den British Empire Games 1930 in Hamilton und 1934 in London trat Edwards über die halbe Meile (880 yds) an. 1930 wurde er Fünfter, 1934 gewann er in 1:54,2 min die Goldmedaille.

### 1500 Meter
Über 1500 Meter ging Edwards 1932 in Los Angeles und 1936 in Berlin an den Start. In Los Angeles hatte er zunächst Glück, als er sich mit mäßigen 4:03,5 min knapp für das Finale qualifizierte. Dort gelang ihm dann aber eine Steigerung um fast zehn Sekunden (3:52,8 min), die den Gewinn der Bronzemedaille hinter dem Italiener Luigi Beccali (Gold in 3:51,2 min) und dem Briten John Cornes (Silber in 3:52,6 min) bedeutete.
In Berlin verbesserte Edwards sich sogar auf 3:50,4 min. Diese Zeit reichte jedoch nur für Platz fünf (es siegte der Neuseeländer Jack Lovelock in der Weltrekordzeit von 3:47,8 min).
Bei den British Empire Games trat er zweimal – 1930 und 1934 – über die Meile an, kam jedoch nicht in die Medaillenränge.

### 4-mal-400-Meter-Staffel
In der kanadischen 4-mal-400-Meter-Staffel gehörte Edwards bei den Spielen 1928, 1932 und 1936 zur kanadischen Mannschaft, ohne jedoch jemals Schlussläufer zu sein. Dafür war er 1936 der einzige Läufer, der aus dem Team von 1928 noch übrig war. Während 1936 mit einem vierten Platz eine Medaille knapp verpasst wurde, kam das kanadische Team 1928 in 3:15,4 min (Alex Wilson, Edwards, Stanley Glover und James Ball) und 1932 in 3:12,8 min (Ray Lewis, James Ball, Edwards und Wilson) jeweils auf den dritten Platz.
Als persönliche Bestzeiten von Phil Edwards werden angegeben:
- 49,1 s über 400 m
- 1:50,6 min über 800 m (gelaufen 1932)
- 3:50,4 min über 1500 m (gelaufen 1936)

## Auszeichnungen
- Im Jahr 1936 wurde Phil Edwards zum ersten Träger der Lou Marsh Trophy.
- Im Jahr 1997 wurde er in die kanadische Sports Hall of Fame sowie in die McGill University Sports Hall of Fame aufgenommen.
- Im Jahr 1972 wurde die Phil A. Edwards Memorial Trophy gestiftet, die seitdem alljährlich für herausragende leichtathletische Leistungen verliehen wird.